# Рачейский бор
Рачейский бор — ботанический памятник природы, сосново-широколиственный лес, находящийся в окрестностях села Старая Рачейка Сызранского района Самарской области России.

## Общая информация
Статус памятника природы был присвоен 19 апреля 1983 года решением исполнительного комитета Куйбышевского областного Совета народных депутатов № 6 «Об отнесении природных объектов области к государственным памятникам природы». Тогда его территория составляла 1297 га. Впоследствии статус памятника природы был подтверждён постановлением Правительства Самарской области от 23.12.2009 № 722 «Об утверждении Положений об особо охраняемых природных территориях регионального значения». Последние изменения в области охраны памятника произошли 13 сентября 2013 с вступлением в силу постановления Правительства Самарской области от № 478 «О внесении изменений постановление Правительства Самарской области от 31.12.2009 № 722 „Об утверждении положений о памятниках природы регионального значения“».
В 2006 году памятник природы вошёл в состав Средне-Волжского комплексного биорезервата.
Ряд местных специалистов в области природоохраны предлагают объединить памятник природы «Рачейский бор» с близкорасположенными особо охраняемыми природными территориями (ООПТ) Рачейская тайга, Моховое болото, Семь ключей, Узилово болото, Малоусинские нагорные сосняки и дубравы, Рачейские скалы в природный парк «Рачейский», для чего подготовлено научное обоснование.
Рачейский бор представляет большую научную ценность, является одним из ценнейших памятников природы Предволжья Самарской области.

## Физико-географические характеристики
Территория относится к Приволжской возвышенности в лесостепной зоне Русской равнины. Находится на водоразделе рек Рачейка и Томышевка. Входит в состав физико-географического района Самарское Предволжье, занимающего небольшую по площади часть Самарской области, но отличающуюся наибольшим разнообразием в рельефном, флористическом и фаунистическом отношении.
Территория памятника находится в федеральной собственности, расположена в 88-99 кварталах Рачейского участкового лесничества. Памятник природы является частью большого Рачейского леса.
Это естественный сосновый массив площадью около 10 тысяч га — единственный таёжный массив на юго-востоке Европейской части России, около 40 % территории которого охраняется различными памятниками природы, в том числе и ООПТ «Рачейский бор».
Из общей территории памятника природы в 1336,1 га занято болотами 59,5 га, 5,8 га различными дорогами, остальные 1270,8 га — земли лесного фонда, состоящие из лесов (1243,9 га), лугов (9,5 га) и кустарников (17,4 га). Административно входит в границы сельского поселения Старая Рачейка.

### Климат
Климат континентальный, но влияние суши несколько сглаживается большим лесным массивом, смягчающим крайние колебания температуры и влажности. Среднемесячная температура января −12,5°С, июля 19,5°С. Осадки распределяются в течение года неравномерно, максимум приходится на лето, когда дожди зачастую приобретают ливневый характер. Среднее годовое количество осадков составляет 424 мм, из них на тёплый период приходится около 300 мм.

### Геология, геоморфология и гидрология
Рачейский лес расположен на обширном плато, рассечённом верховьями рек Уса, Тишерек и Крымза, и спускающимися к речным долинам ступенями, образующими три яруса. Поверхность плато плоскохолмистая. Местами на песчаных отложениях встречается дюнный рельеф, закреплённый деревьями. На поверхности средней и нижней части плато местами встречаются останцы и гряды, сложенные верхнемеловыми мергелями, мелом и палеогеновыми песчаниками, трудно поддающимися выветриванию и разрушению.
Склоны речных долин и водоразделов асимметричны, что объясняется различной экспозицией и тектоническим строением местности, оказывающим также заметное влияние на направление течения рек.
Рачейский бор обеспечивает высокую водность района, сохраняя многочисленные родники, ручьи, речки, озёра и болота.

## Биологическое разнообразие
Рачейский бор — лесной комплекс с мшистыми сосняками, черничниками, клюквенными болотами и другими чертами северного леса. Необычность бора в том, что этот характерный северный лес находится у южной границы лесостепной зоны. Флора и фауна на территории памятника исследованы недостаточно хорошо, хотя интерес к изучению возрос после включения Рачейского бора в состав Средне-Волжского биорезервата, прочие территории которого изучены более полно.
Природные сообщества находятся в близком к естественному состоянии. Памятник природы является рефугиумом для представителей флоры и фауны, отсюда происходит пополнение упадочных местообитаний соседних антропогенно преобразованных территорий.

### Флора
Сосняки довольно неоднородны по возрасту, происхождению, составу фитоценозов. Широко распространён сосняк-зеленомошник, встречающийся в низинах и на пологих склонах с песчаными и супесчатыми почвами. На склонах и вершинах дюн, а также среди молодых посадок на нарушенных субстратах произрастает сосняк-лишайниковый. Около заболоченных мест встречаются уникальные для Самарской области сосняки бруснично-черничные. Сосновые и смешанные древостои также встречаются на нехарактерных низинных, заболоченных участках, а также по долинам рек и ручьев. На территории 91 квартала Рачейского лесхоза произрастают так называемые эталонные сосновые боры. Они являются местом произрастания многих редких и охраняемых видов растений: гвоздики волжской, наголоватки Эверсманна, зверобоя изящного, касатика безлистного, щитовника игольчатого, песчанки наскальной, овсяницы полесской, различных видов грушанковых, орхидей, папоротников. Часть сосняков в районе сёл Смолькино и Старая Рачейка являются искусственными насаждениями в возрасте 100—120 лет.
Из травяных боров встречаются вейниковый, осоковый, разнотравный и другие.
Флора памятника природы «Рачейский бор» в целом изучена недостаточно хорошо, хотя и известно, что она включает более 400 видов высших растений.

### Фауна
Фауна в целом типичная для региона и выделяется преимущественно довольно богатой орнитофауной. Территория памятника природы «Рачейский бор» частично пересекается с одноимённой ключевой орнитологической территорией (КОТР) (СА-004/EU-RU195). На КОТР в 2001 и 2006 годах насчитывалось гнездование 89 видов птиц. Среди них были отмечены глобально угрожаемые виды: могильник, коростель, редкие для Европы вертишейка, деряба, клинтух, лесной жаворонок, редкий для России сапсан, регионально редкие — серый журавль, зелёный дятел, хохлатая синица.

#### Энтомофауна
Рачейский бор, наряду с Муранским бором, является крупнейшим после Самарской Луки рефугиумом лесной энтомофауны гигрофильного и мезогигрофильного характера в Самарской области с весьма уникальным сочетанием элементов различных природных зон: бореальных, неморальных и степных. Так встречаются клоп-кружевница (aleatus sinuatus H.-S.) — причерноморско-казахстанский степной вид, клоп-слепняк (Deraeocoris serenus Dgl.Sc.) со средиземноморско-туранским ареалом, муравьиный лев (Megistopus flavicornis (Rossi)) — представитель восточно-средиземноморской фауны и многие другие виды южного происхождения. В то же время широко представлены и представители бореальной лесной группы насекомых: жук-скакун (Cicindela sylvatica L.), жук-долгоносик (Byctiscus betulae (L.)), муравей  (Leptothorax muscorum Nyl.). Обширно представлены неморальные, в основном европейские виды: лесной таракан (Ectobius sylvestris Poda), муравей-древоточец (Camponotus vagus Scop.) и другие. Многочисленна группа степных видов: севчук (Onconotus servillei F.-W.), слепняк (Leptopterna albescens (Reut.)), земляной клоп (Lygaeosoma parvulum Kir.) с евроазиатскими степными ареалами, горбатка (Mordella velutina Emery), листоед (Labidostomis beckeri Wse.) и другие.
Известно, что некоторые виды (например стрекоза Nehalennia speciosa Charp. и скорпионница Panorpa hybrida McL., 19 видов двукрылых) на территории Самарской области встречаются только в пределах Рачейского бора и не встречались даже на территории Жигулёвского заповедника или национального парка «Самарская Лука», где наблюдения ведутся с 1927 года, что позволяет говорить об уникальности природного комплекса Рачейского бора и его важной роли в сохранении биологического разнообразия животного мира Среднего Поволжья.
Однако биоразнообразие большинства отрядов насекомых Рачейского бора практически не изучено, требуются обширные инвентаризационные исследования энтомофауны.

### Редкие и охраняемые виды
На территории ООПТ встречается большое число видов растений, занесённых в Красную книгу Самарской области:
- Цмин песчаный[1][9];
- Наголоватка Эверсманна (Jurinea ewersmannii (Bunge))[1][9];
- Гвоздика волжская (Dianthus volgicus (Juz.))[10][9];
- Касатик безлистный[1][9];
- Осока волосистоплодная[1][9];
- Осока топяная[1][9];
- Зверобой изящный (Hypericum elegans (Steph.))[1][9];
- Пушица стройная (Eriophorum gracile (Koch))[1][9];
- Росянка круглолистная[1][9];
- Клюква болотная[1][9];
- Черника[11];
- Брусника[12][9];
- Вахта трехлистная[1][9];
- Пальчатокоренник балтийский[13];
- Пальчатокоренник пятнистый[1][9];
- Дремлик болотный[14];
- Любка двулистная[15];
- Зимолюбка зонтичная[16];
- Одноцветка одноцветковая[1][9];
- Грушанка зеленоцветковая[17];
- Грушанка малая[1][9];
- Грушанка круглолистная[1];
- Сабельник болотный[1][9];
- Лютик Гмелина[18][9];
- Лютик языколистный[19];
- Лютик многолистный[1];
- Ива лапландская[1][9];
- Ива розмаринолистная[1][9];
- Плаун годичный[1][9];
- Осока верещатниковая[20];
- Хондрилла злаколистная (Cnondrilla graminea Bieb.)[21];
- Кокушник длиннорогий (Gymnadenia conopsea (L.) R. Br.)[22];
- Можжевельник обыкновенный[23];
- Ушанка башкирская (Otites baschkirorum (Janisch.) Holub)[24];
- Белозор болотный|[25];
- Прострел раскрытый[26];
- Ковыль перистый[27];
- Вероника лекарственная[28].

В Красную книгу РФ занесены обитающие на территории памятника природы птицы могильник, а также занесённые в Красную книгу Самарской области орёл-карлик и совка сплюшка.
На территории памятника природы встречаются редкие и охраняемые виды насекомых.
Внесенные в Красную книгу РФ:
- Аполлон (Parnassius apollo)[9][5];
- Мнемозина  (Parnassius mnemosyne)[9][5];
- жук-олень[1].

Внесенные в Красную книгу Самарской области:
- Трещотка ширококрылая (Bryodemella tuberculata)[29][5];
- Красотка-девушка (Calopteryx virgo)[5];
- Нехаленния красивая (Nehalennia speciosa)[5];
- Восковик девятиточечный (Gnorimus octopunctatus)[5];
- Златка огненнобрюхая (Chrysobothris igniventris)[5];
- Мегистопус желтоусый (Megistopus flavicornis)[5];
- Скорпионница гибридная (Panorpa hybrida)[9][5];
- Сколия волосатая (Scolia hirta)[5];
- Эфиальт-обнаруживатель (Ephialtes manifestator)[5];
- Сцелифрон пелопей (Sceliphron destillatorius)[9][5];
- Шмель пластинчатозубый (Bombus serrisquama)[9][5];
- Шершневидка рукавчатая (Spilomyia manicata)[5];
- пчела-плотник обыкновенная (Xylocopa valga)[9].

## Охрана территории
Фактором негативного воздействия умеренной силы на состояние памятника природы являются рубки леса, рекреационная нагрузка, охота. Угрозой памятнику природы являются возможные низовые пожары.
На территории памятника природы запрещается всякая деятельность, влекущая за собой нарушение его сохранности, в частности: проведение рубок леса, заготовка древесины, распашка земель и прочие работы, влекущие нарушение целостности почвы, строительство зданий и сооружений, дорог, трубопроводов, линий электропередач и иных коммуникаций, устройство свалок, складирование и захоронение отходов, выпас скота, размещение его летних лагерей и мест водопоя, охота всех видов, размещение охотохозяйственных объектов, заготовка недревесных лесных ресурсов, пищевых ресурсов, сбор лекарственных растений; выращивание растений, создание лесных плантаций; использование токсичных химпрепаратов для охраны и защиты лесов, складирование, уничтожение, перевалка пестицидов, агрохимикатов и горюче-смазочных материалов; разведка и добыча полезных ископаемых; передвижение транспорта вне дорог; устройство туристических стоянок, палаточных городков, разведение костров и любое использование огня в хозяйственных целях.
При условии ненанесения ущерба на территории Рачейского бора разрешены: свободное посещение гражданами, ограниченное применение нетоксичных средств борьбы с вредителями, охрана лесов от пожаров, восстановление растительности в рамках ликвидации последствий негативного воздействия на природные сообщества; использование в качестве воспроизводственного участка в охотничьем хозяйстве; проведение мероприятий, направленных на увеличение численности отдельных видов животных; устройство экологических троп, проведение образовательных мероприятий.